# Horyniec-Zdrój
Horyniec-Zdrój (do 6 lutego 1998 Horyniec) – wieś w Polsce położona w województwie podkarpackim, w powiecie lubaczowskim, w gminie Horyniec-Zdrój. Leży na pograniczu Płaskowyżu Tarnogrodzkiego i Roztocza Wschodniego. W XVIII–XIX w. miasteczko.
Od 1976 r. Horyniec-Zdrój posiada status miejscowości uzdrowiskowej o nielicznym w Polsce typie uzdrowiska nizinnego.
Jest siedzibą gminy Horyniec-Zdrój (do końca 2001 pod nazwą gmina Horyniec).
Wieś jest siedzibą rzymskokatolickiej parafii Niepokalanego Poczęcia Najświętszej Maryi Panny w Horyńcu-Zdroju.

## Historia
Pierwotna nazwa Horyńca to „Oryńce”, informację taką możemy znaleźć w „Słowniku Geograficznym Królestwa Polskiego”. Trudno określić skąd taka nazwa pochodzi. Najstarsza wzmianka o Horyńcu pojawiła się w 1444 r., kiedy to książę mazowiecki i bełski Władysław darował osadę szlachcicowi Piotrowi Pieczykurowi z Wilcz. Później Horyniec należał do Lutosławskich i krótko do Gorelowskich.
Tradycja głosi, że w XVII w. osada należała przez pewien czas też do Sobieskich, a król Jan III bywał tu na polowaniach w swoim zameczku myśliwskim. Źródła potwierdzają, że w 1672 r. w okolicy pobił Tatarów.
Od lat 40. XVII w. przez ponad 100 lat Horyniec należał do możnej rodziny podolskiej, Telefusów herbu Łabędź. Kolejno do Andrzeja Telefusa, stolnika podolskiego, uczestnika wojen moskiewskich, a następnie do jego wnuka Piotra Felicjana, podczaszego halickiego i rotmistrza chorągwi pancernej, który zbudował tu murowany dwór i drewnianą cerkiew. Następnie od 1706 r. Horyniec należał do jednego z synów Piotra Felicjana, Stanisława Piotra Telefusa, stolnika i chorążego podolskiego oraz rotmistrza chorągwi pancernej, a po jego śmierci w 1747 r. z kolei do jego syna Józefa z Kumanowa na Horyńcu i Piasecznej Dunin Telefusa, chorążyca województwa podolskiego, jak się pisał. Tenże Józef Telefus 1 lipca 1748 r. na mocy przywilejów królewskich fundował na swych dobrach horynieckich miasto. Z tej okazji nadał określone w akcie fundacyjnym prawa dla mieszczan w Horyńcu. Józef Telefus zmarł ok. 1754 r. Miasto zostało sprzedane przez Telefusów ok. 1755 r. Mikołajowi Maciejowi Stadnickiemu herbu Szreniawa bez krzyża, kasztelanowi kamienieckiemu. Po jego bezpotomnej śmierci w 1768 r. dobra horynieckie odziedziczył jego brat Franciszek Ksawery, podczaszy latyczowski oraz chorąży czerwonogrodzki i podolski, a następnie jego syn Ignacy, ożeniony z Zofią z Poletyłów h. Trzywdar, podczaszanką podlaską, która po rozwodzie wniosła Horyniec swemu drugiemu mężowi, Aleksandrowi ks. Ponińskiemu h. Łodzia. Małżeństwo to ufundowało tu w 1818 r. klasycystyczną cerkiew. Szereg publikacji podaje błędną datę zakupu Horyńca przez Mikołaja Stadnickiego od rodziny Telefusów, datując go bezpodstawnie na lata 1706-1717, jeszcze przed jego urodzeniem.
Za sprawą Ponińskich Horyniec stał się uzdrowiskiem i znanym ośrodkiem kultury. Np. książę Leander Piotr Poniński, doprowadził do lokalizacji cmentarza (1852), budowy teatru (1843) i zapoczątkował powstanie Biblioteki Horynieckiej, która za sprawą jego następców przede wszystkim Aleksandra Ponińskiego stała się jedną z największych bibliotek na terenie Galicji. Po Ponińskich Horyniec odziedziczyła rodzina Karłowskich.

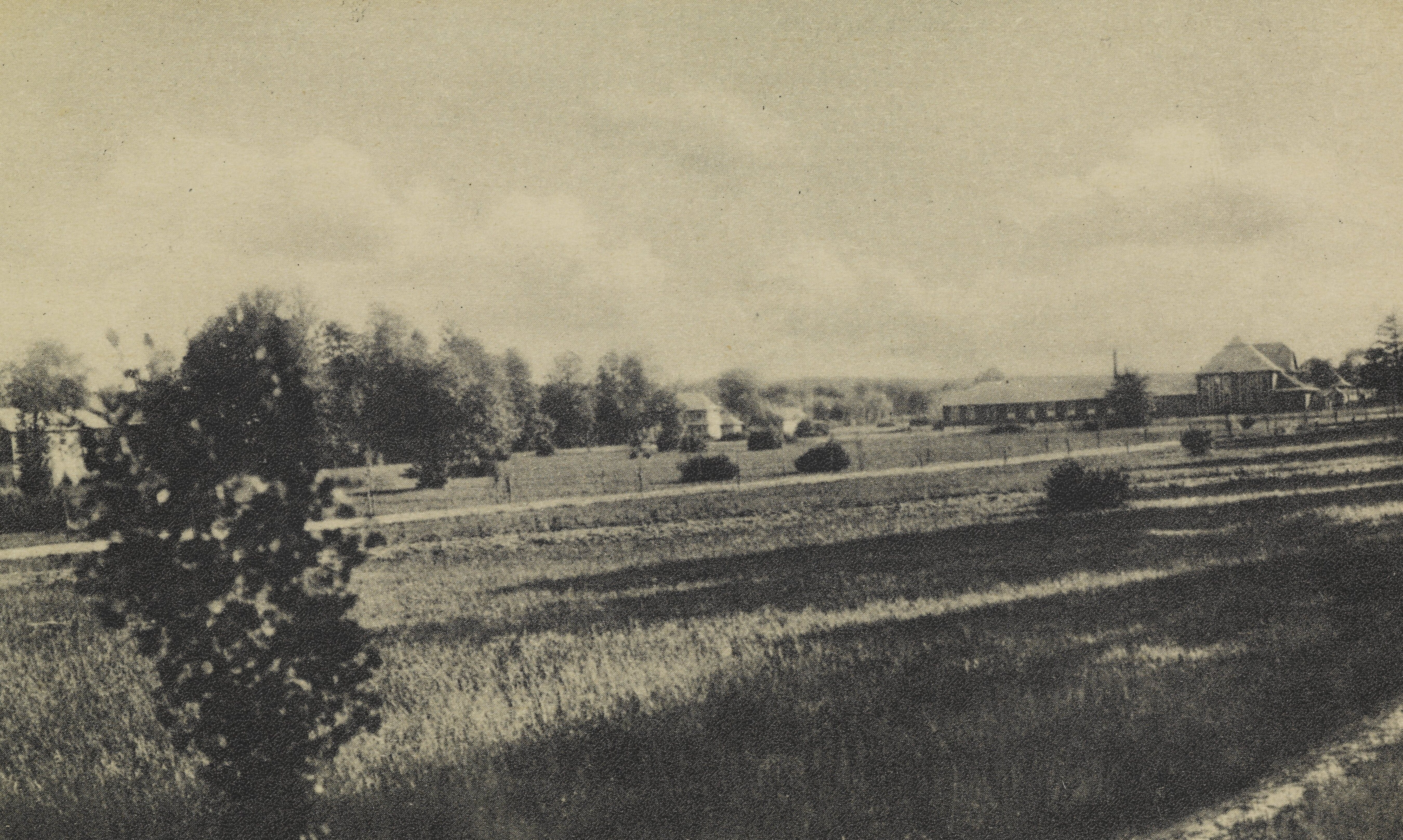
Widok ogólny, około 1906-1918
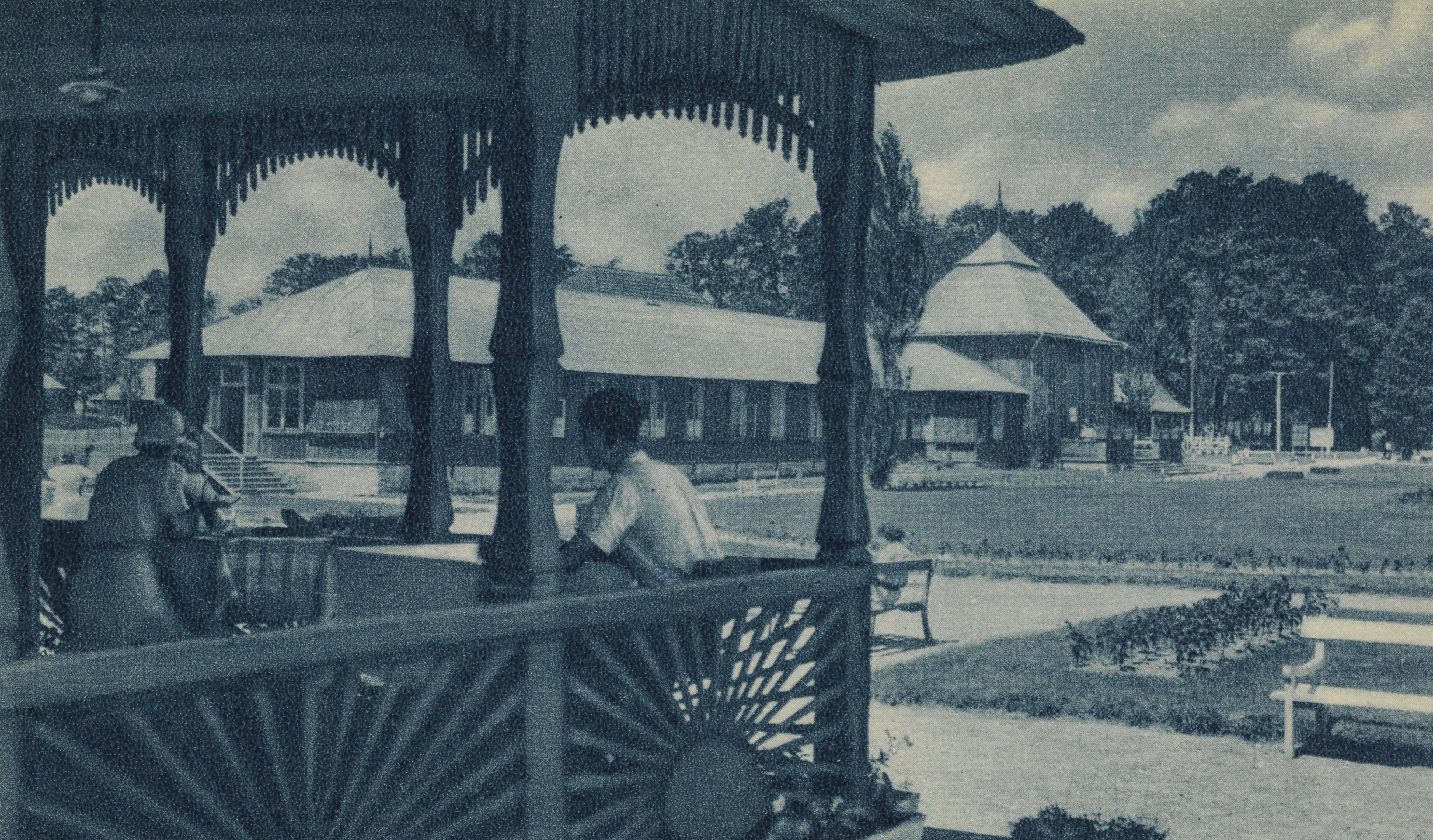
Łazienki siarczano-borowinowe, około 1906-1918

W II Rzeczypospolitej miejscowość w powiecie lubaczowskim województwa lwowskiego. Duże straty Horyniec poniósł po I wojnie światowej z powodu walk polsko-ukraińskich. W dwudziestoleciu międzywojennym podniósł się z upadku; w 1938 r. liczba mieszkańców wyniosła ok. 2 tys., w tym 1100 Polaków, 700 Ukraińców i 200 Żydów z ok. 25 rodzin, kontrolujących życie gospodarcze miejscowości (to oni posiadali praktycznie wszystkie wille dla kuracjuszy, byli przedsiębiorcami, rzemieślnikami, handlarzami i lekarzami). We wrześniu 1939 r. w okolicy Horyńca walczyła 21 dywizja piechoty gen. Józefa Kustronia. 
Od października 1939 r. do czerwca 1941 r. Horyniec znajdował się na terenie anektowanym przez ZSRR, w wyniku zbrojnej agresji ZSRR na Polskę. W okolicy powstało wtedy wiele umocnień tzw. Linii Mołotowa. W 1941 roku zajęty przez III Rzeszę. Po zakończeniu II wojny światowej Horyniec był miejscem schronienia dla wielu mieszkańców okolicznych wsi, nękanych przez UPA, z tego też powodu stał się celem jej ataków. W latach 1944–1945 nacjonaliści ukraińscy z OUN-UPA zamordowali tutaj 18 Polaków, w tym 9 mieszkańców oraz 9 milicjantów i żołnierzy Wojska Polskiego, którzy bronili ludności cywilnej
W latach 1954–1972 wieś należała i była siedzibą władz gromady Horyniec. W latach 1975–1998 miejscowość administracyjnie należała do województwa przemyskiego.

## Uzdrowisko
Lecznicze właściwości tutejszych źródeł siarczkowych znane były od dawna. Miała tu bywać w celach zdrowotnych Marysieńka Sobieska, a nawet sam król Sobieski. Udokumentowane początki uzdrowiska to jednak dopiero w 1888 r., kiedy to Aleksander Poniński urządził pierwszy, prymitywny zakład kąpielowy. Wykorzystywana była woda z dwóch źródeł: z jednego do kąpieli, z drugiego do picia. Kąpiele odbywały się w prostym drewnianym budynku, w którym urządzono trzy kabiny z trzema wannami każda. Kuracjusze (w sezonie nawet 300 osób) mieszkali w karczmie, w klasztorze, w oficynie dworskiej lub u okolicznych gospodarzy. W 1919 Mieczysław Orłowicz pisał w „Ilustrowanym Przewodniku po Galicyi”: Mały, prymitywnie urządzony, prawie wyłącznie przez Żydów frekwentowany zakład kąpielowy siarczany o kilku łazienkach. Wspominał natomiast o dużym zakładzie kąpielowym w pobliskim Niemirowie.
W 1923 nowy właściciel, Stanisław Karłowski ponownie uruchomił uzdrowisko. Nowy zakład kąpielowy powstał w kompleksie posiadłości dworskiej. W miejscu, gdzie biły lecznicze źródła, powstał park zdrojowy. W latach 30. XX w. było tu już 16 pensjonatów oferujących 500 miejsc. Zdecydowaną większość kuracjuszy stanowili Żydzi, korzystający z miejscowych sklepów koszernych, domów wypoczynkowych i synagogi, znajdującej się „w parterowym drewnianym budynku, krytym blachą, oszalowanym i pomalowanym na niebiesko”, „ze strzelistą wieżyczką od strony wschodniej” oraz przyklejoną doń izbą lekcyjną.
Wszystkie urządzenia kąpielowe i większość pensjonatów zostały zniszczone w czasie II wojny światowej. Zakład kąpielowy spłonął, domy wypoczynkowe zaprzestały działalności, a z teatru pozostały ruiny. Od 1948 rozpoczęły się niezorganizowane zabiegi w domowych warunkach. Próby odtworzenia uzdrowiska nastąpiły w 1957. W 1962 wybudowano z inicjatywy Centrali Rolniczych Spółdzielni mały zakład przyrodoleczniczy. W 1969 powstało w adaptowanym pałacu Ponińskich sanatorium „Metalowiec”, (obecnie po sprywatyzowaniu pod nazwą „Bajka”). W 1973 zakład przyrodoleczniczy został przejęty przez P.P. „Uzdrowiska Polskie”. W 1976 Horyniec uzyskał status uzdrowiska. W 1971 rozpoczęto budowę nowego centrum uzdrowiskowego. Ulokowano je w północnej części wsi w pobliżu wielkiego kompleksu leśnego. W 1977 oddano do użytku pierwsze sanatorium „Rolnik”. W latach 1988–98 ukończono budowę Domu Zdrojowego z zakładem przyrodoleczniczym (z gabinetami zabiegowymi, basenem leczniczym, salą gimnastyczną, pijalnią wód i kuchnią borowinową) oraz hotelem. W 1994 na bazie sanatorium „Rolnik” powstało „Centrum Rehabilitacji Rolników” (CRR). W 2006 obok (CRR) otwarto krytą pływalnię „Wodny Świat”.
W latach 2013–2015 przeprowadzono rewitalizację Parku Zdrojowego przywracając mu wartość przyrodniczą i estetyczną w nawiązaniu do tendencji panujących w XIX i XX w. w nowoczesnym układzie architektonicznym.

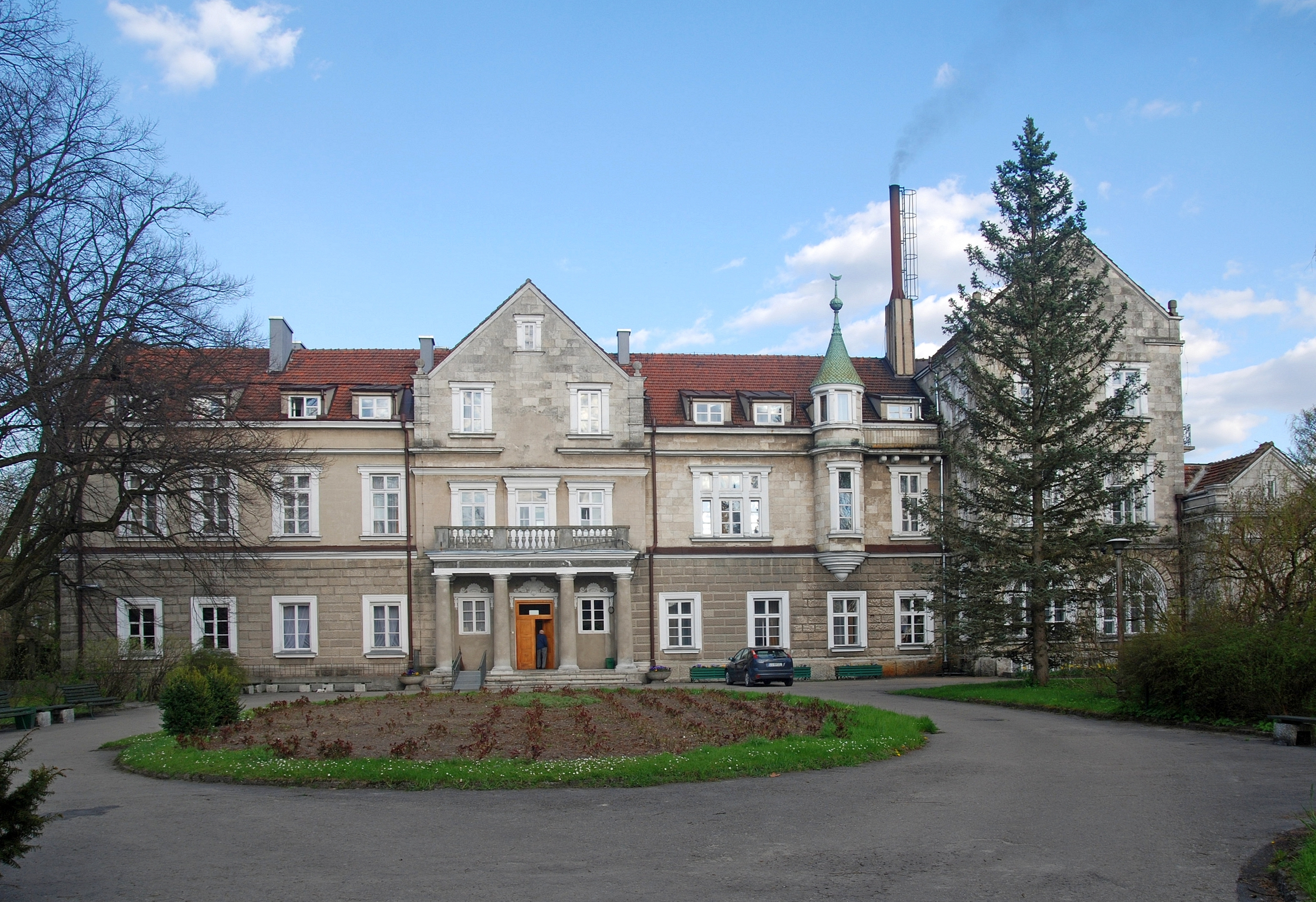
Sanatorium Bajka w pałacu Ponińskich
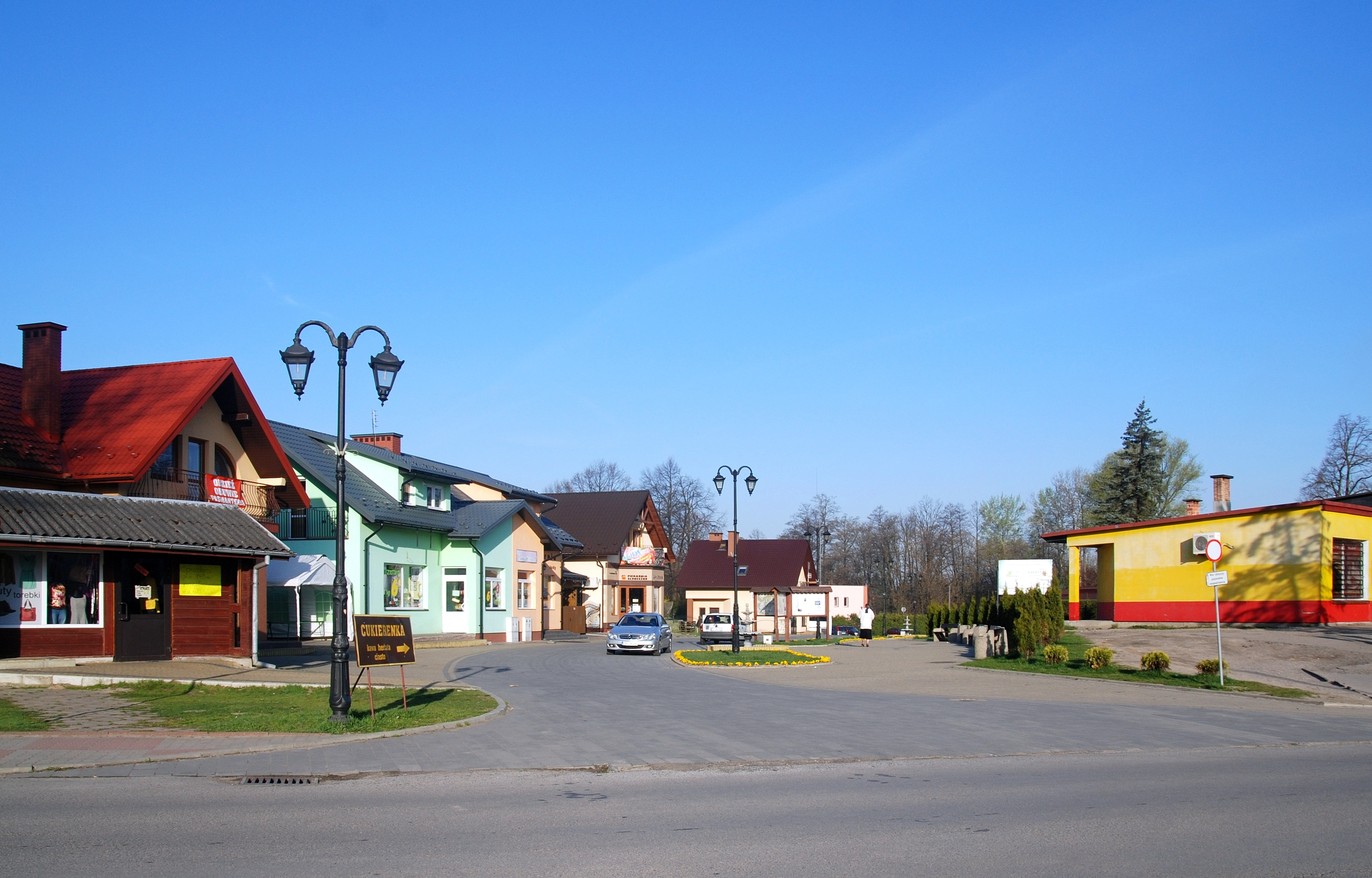
Deptak
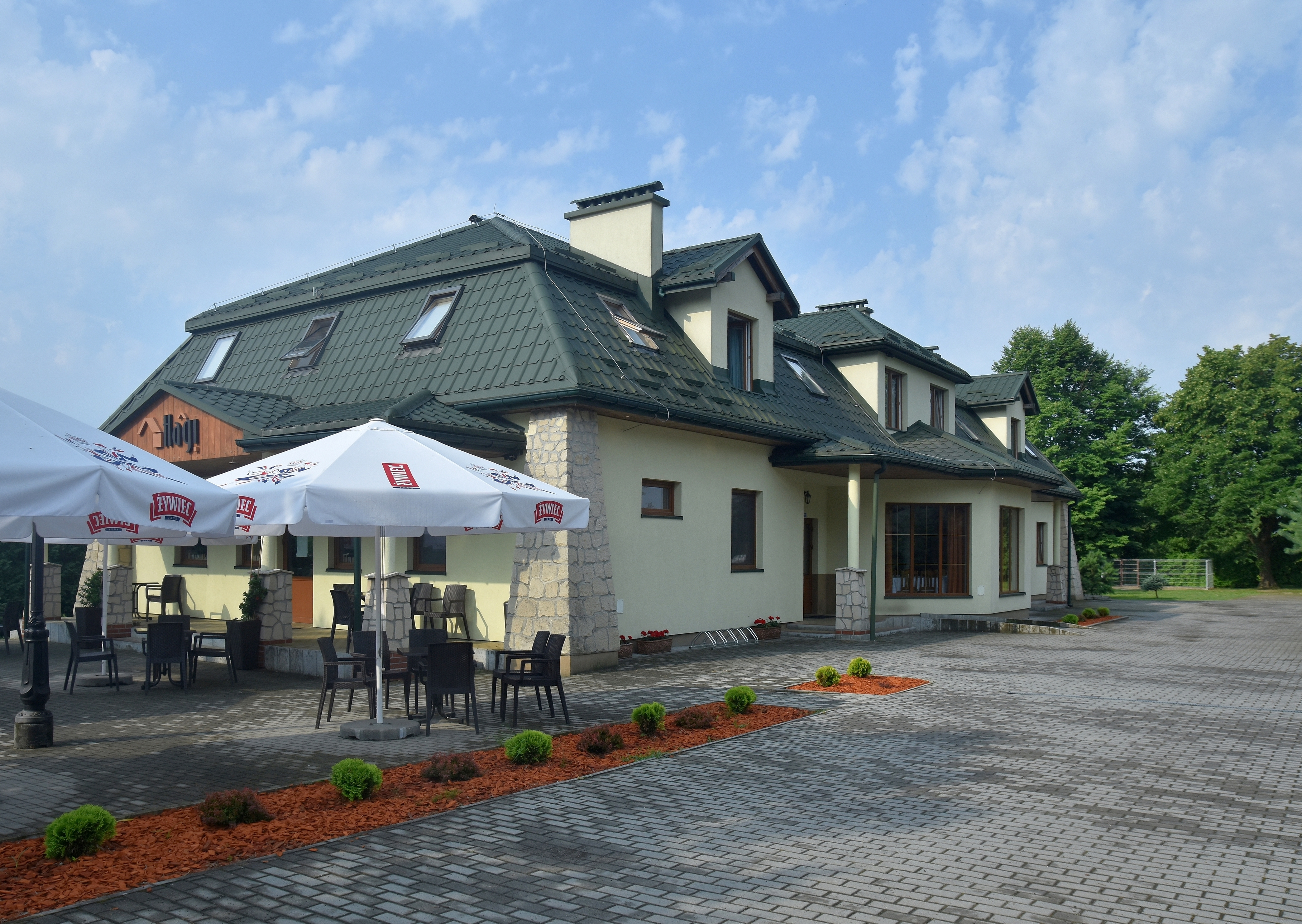
Pensjonat Hagi
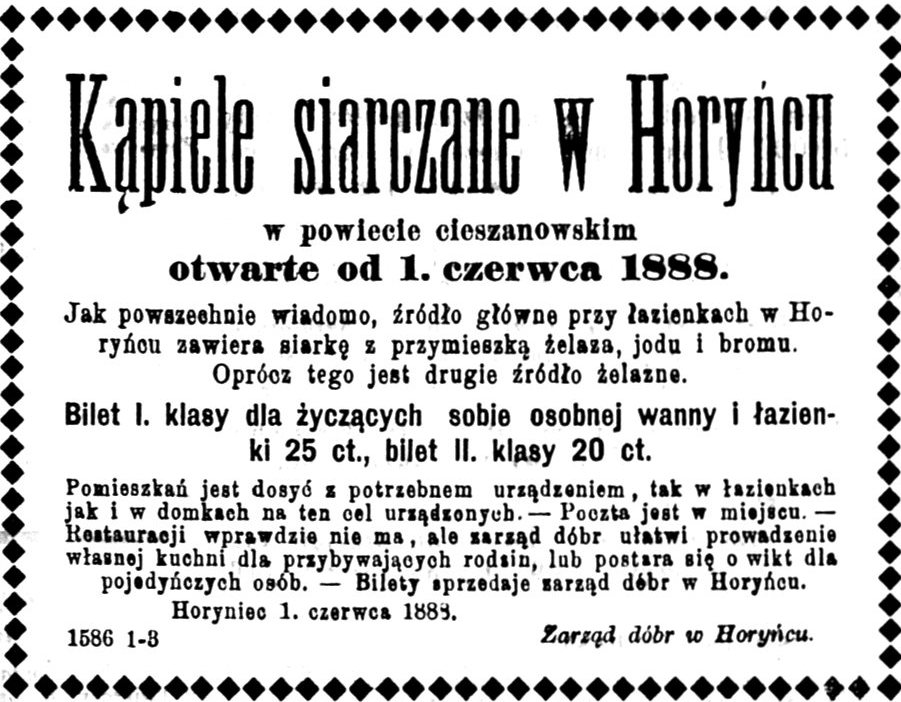
Ogłoszenie
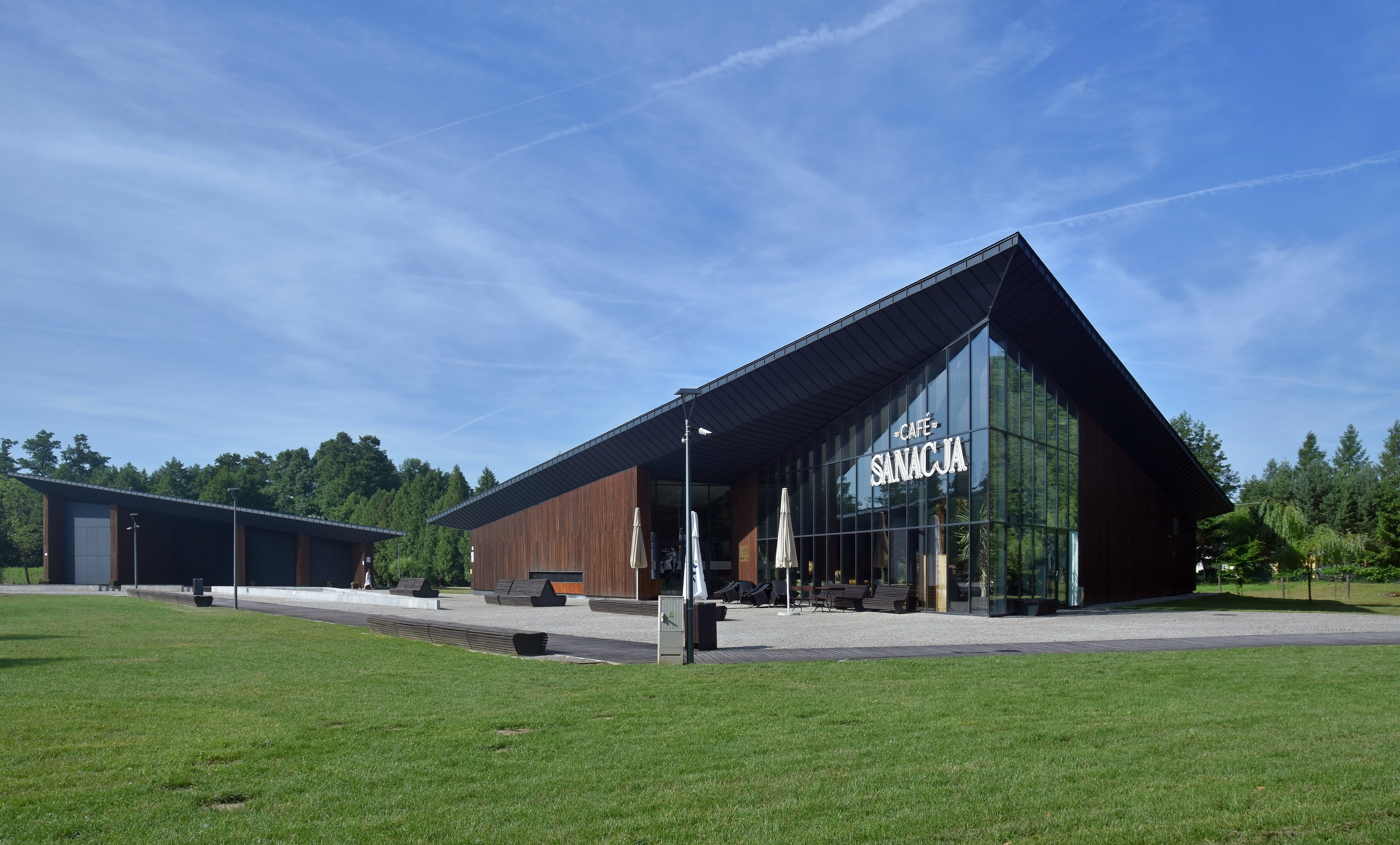
Pijalnia wód i kawiarnia
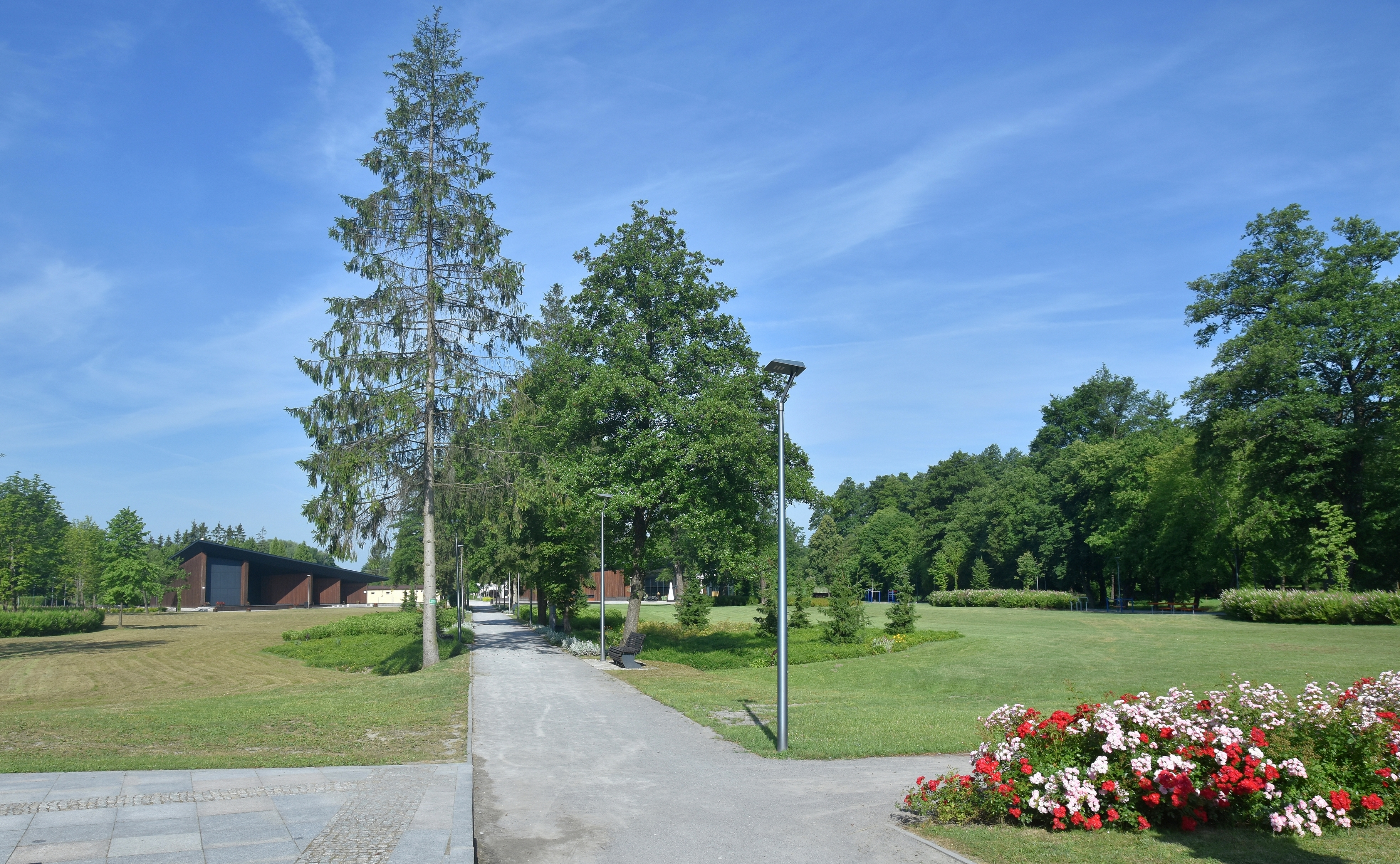
Park Zdrojowy: Aleja główna
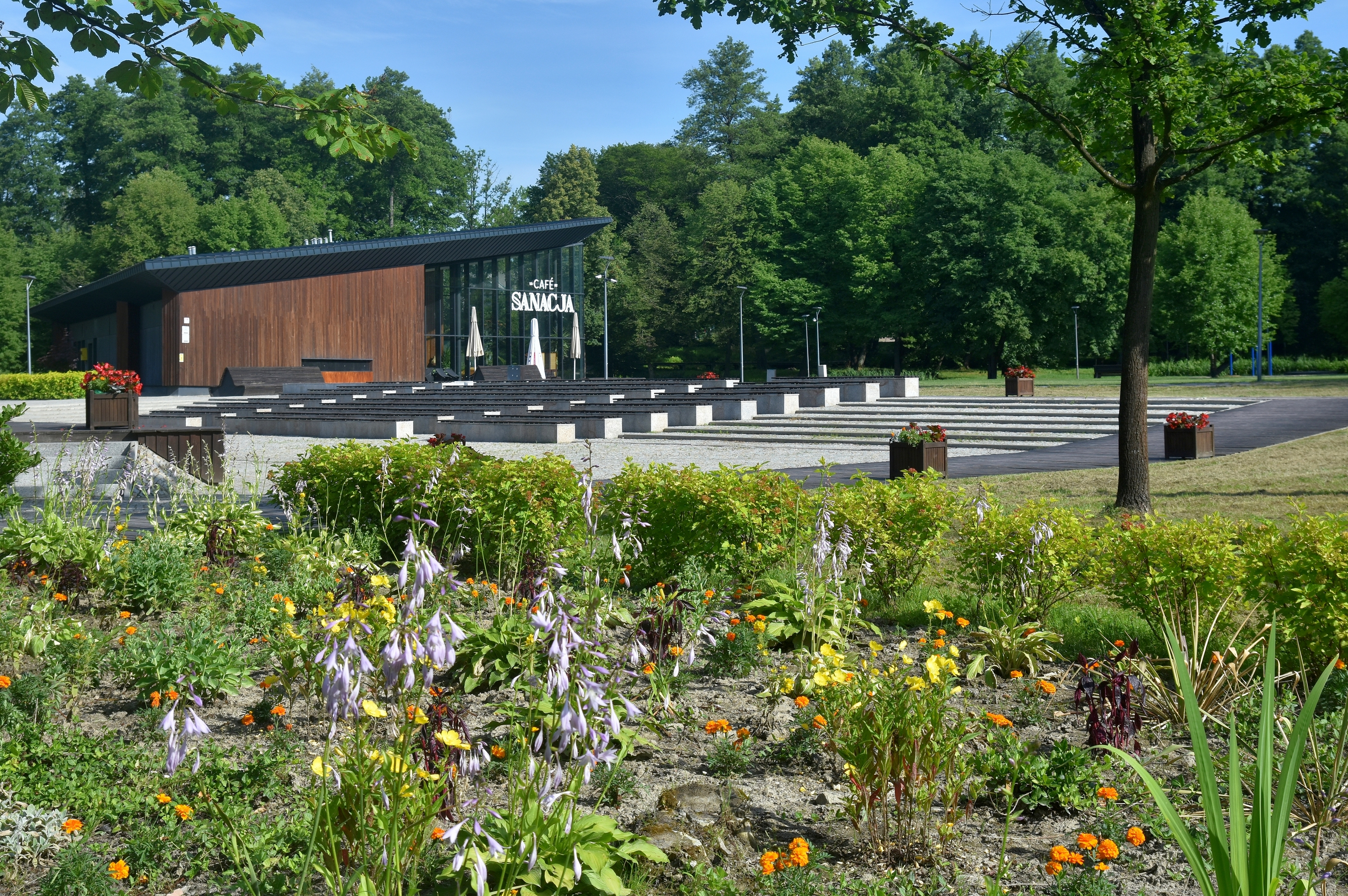
Park Zdrojowy: Amfiteatr

## Zabytki
- Pałac w Horyńcu-Zdroju Ponińskich powstał w miejscu starego dworu Telefusów z XVII w. Kolejni właściciele zmieniali przez wieki jego wygląd; obecną formę otrzymał podczas gruntownej przebudowy przez Aleksandra Ponińskiego według planów architekta Teodora Talowskiego w latach 1905–1912[22]. Piętrowy pałac kryty dachem dwuspadowym z lukarnami. Od frontu ryzalit zwieńczony frontonem. Główne wejście pod balkonem, z kamienną balustradą, wspartym czterema kolumnami doryckimi. Nad wejściem znajduje się herb Łodzia rodziny Ponińskich[23]. Po prawej stronie prostopadłe skrzydło wysunięte przed lico pałacu z dobudówką. W czasie I wojny światowej i czasie wojny polsko-ukraińskiej w latach 1918 – 1919 pałac był plądrowany i dewastowany. Czas II wojny światowej przetrwał w dość dobrym stanie, ale w 1946 r. został zniszczony przez nacjonalistów ukraińskich. Po II wojnie światowej odbudowany[24]. Dobudowano mu piętro od północy, tu się mieściło PGR, od 1969 sanatorium „Metalowiec” (obecnie „Bajka”).
- Teatr dworski – budynek późnoklasycystyczny, wzniesiony w latach 1843–1846 przez Leandra Piotra Ponińskiego na życzenie syna, Ludwika Nikodema – miłośnika teatru. Grały w nim zespoły m.in. z Wiednia i Lwowa. Po zniszczeniach I wojny światowej odbudowany w 1935 r. Ponownie zniszczony w 1946 r. przez Ukraińską Powstańczą Armię i odbudowany w 1973 r. Obecnie mieści Gminny Ośrodek Kultury w H-Z oraz ośrodek informacji turystycznej.

Herb Łodzia Ponińskich
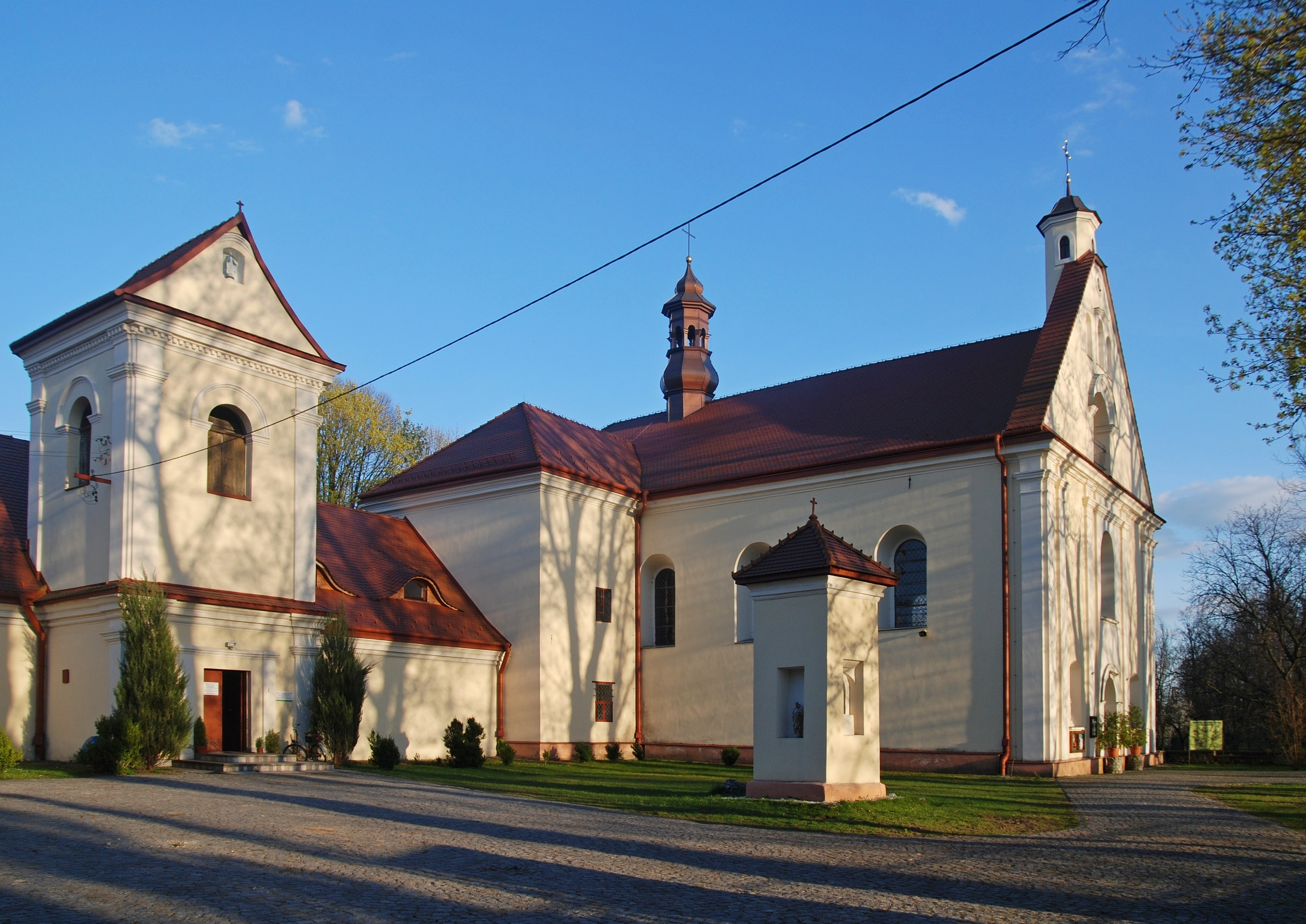
Kościół i klasztor franciszkanów
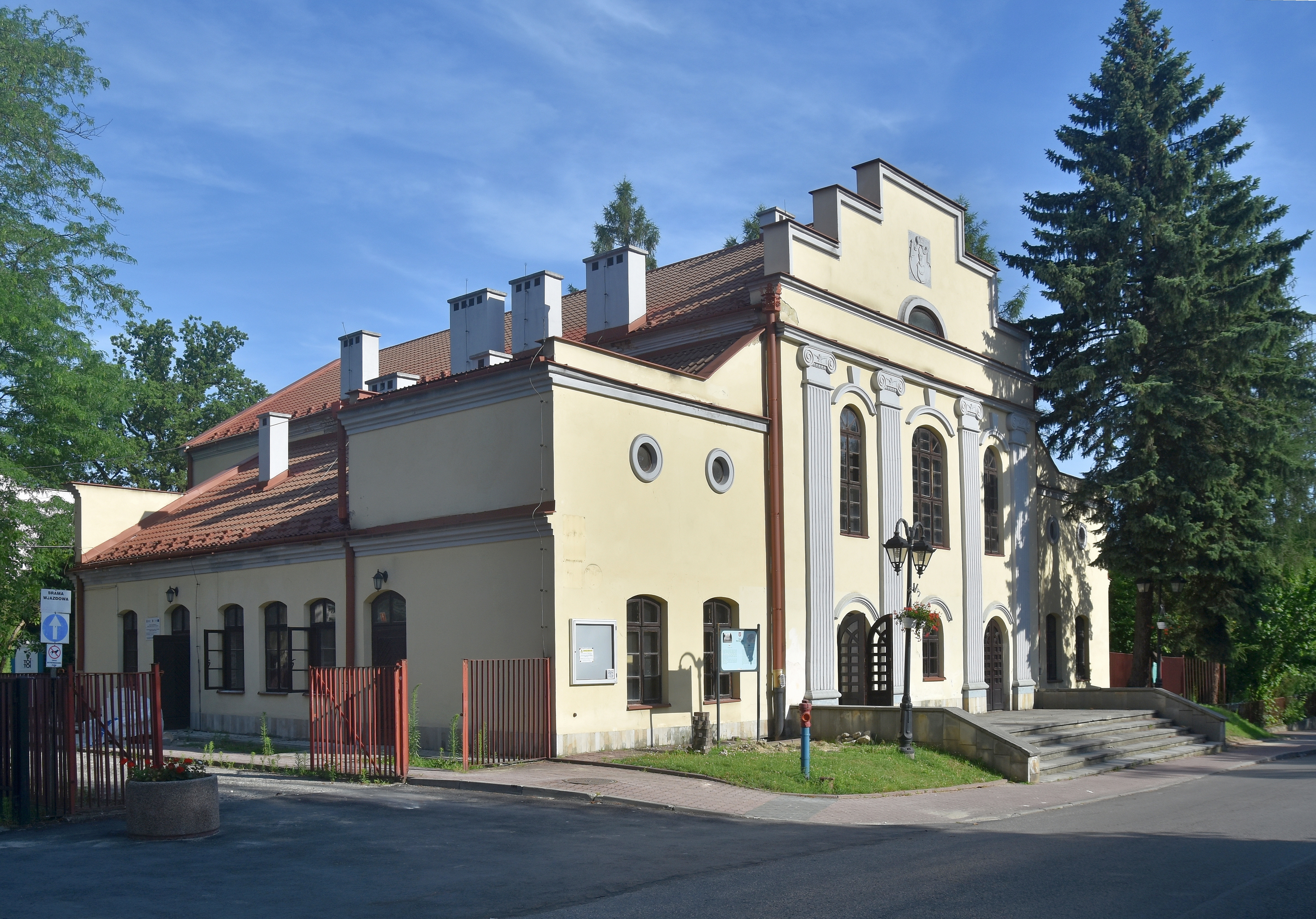
Teatr dworski w zespole pałacowym
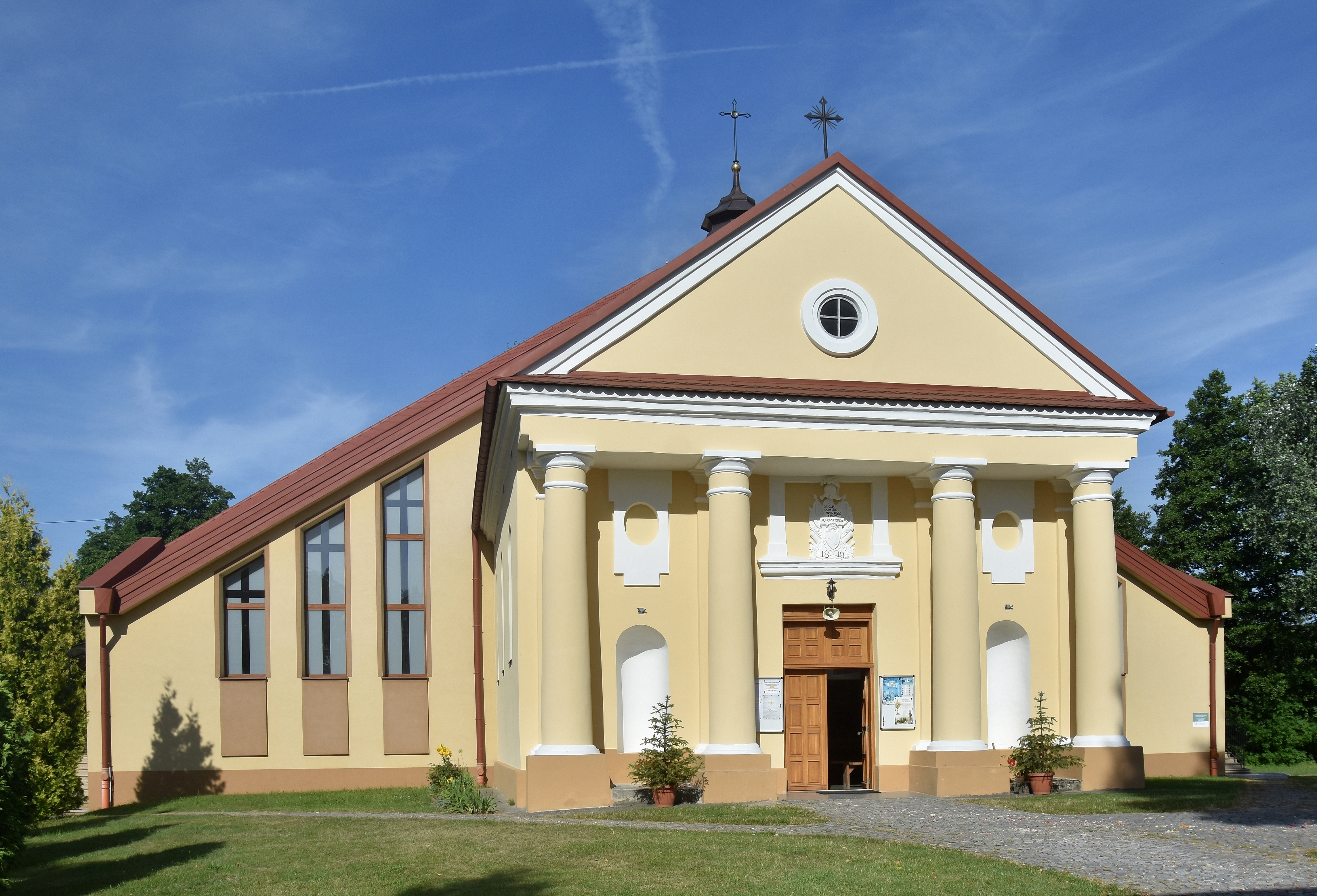
Kościół zdrojowy, dawna cerkiew
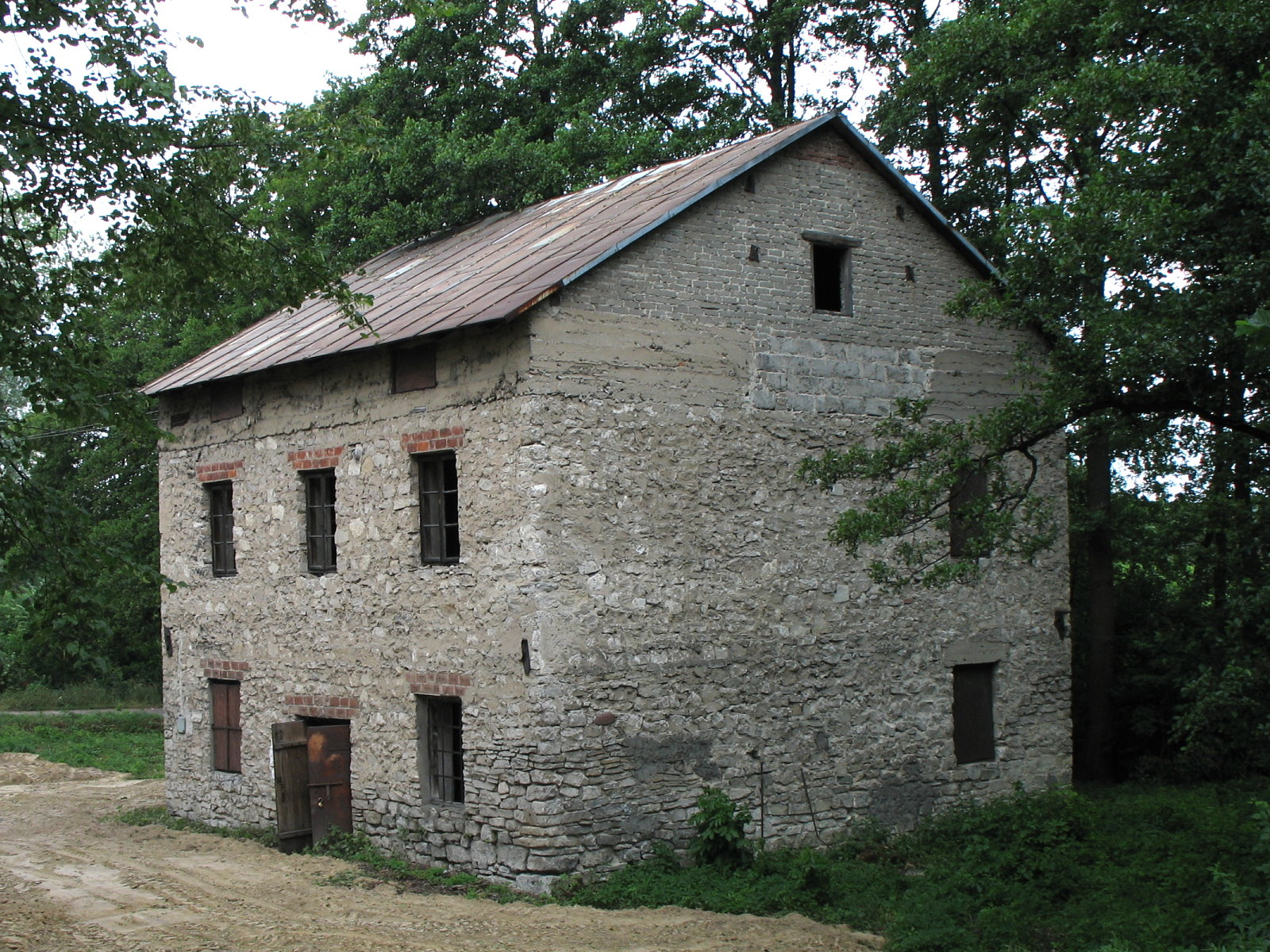
Młyn kamienny z okresu PRL
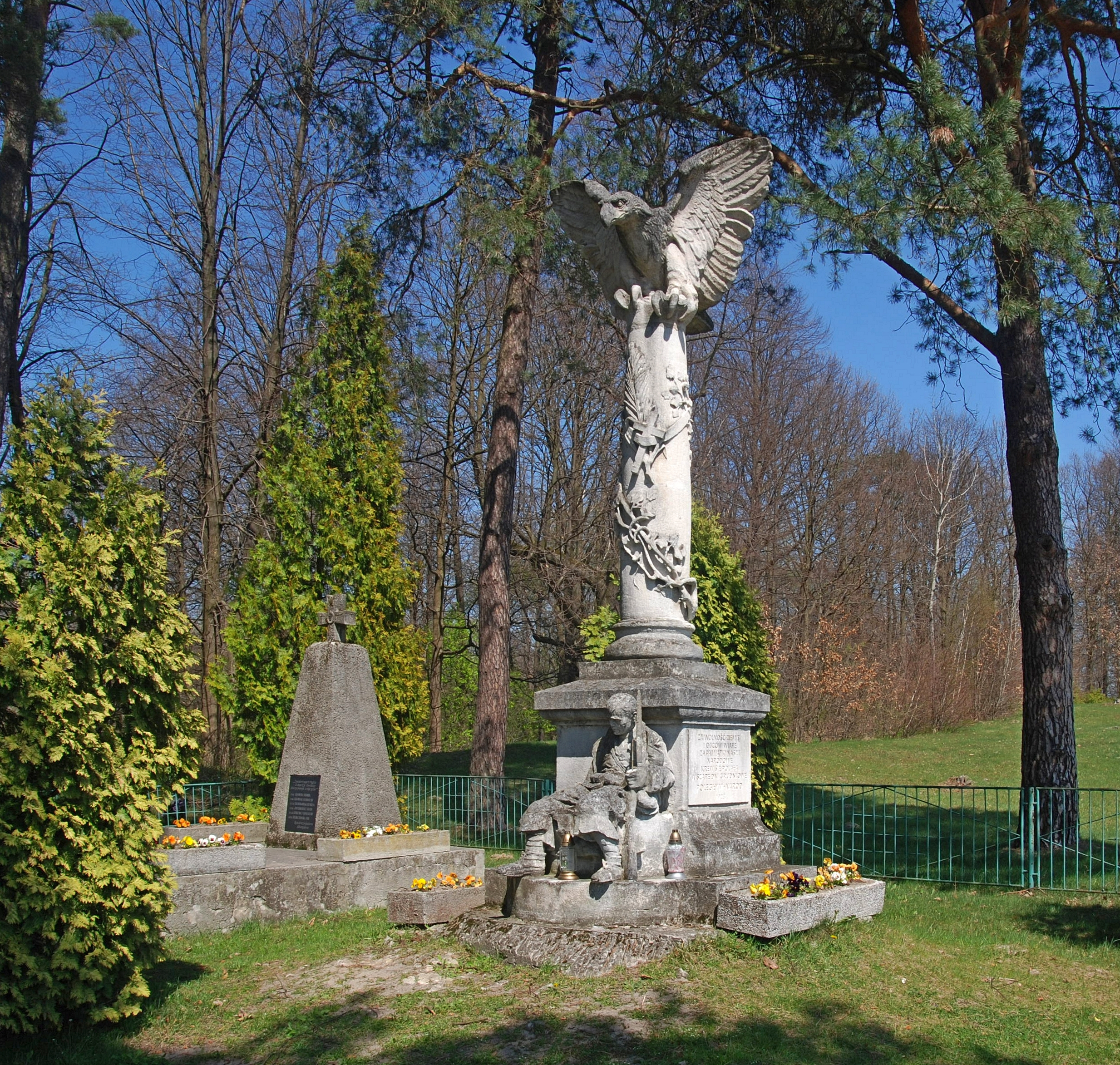
Pomnik Wolności z 1928
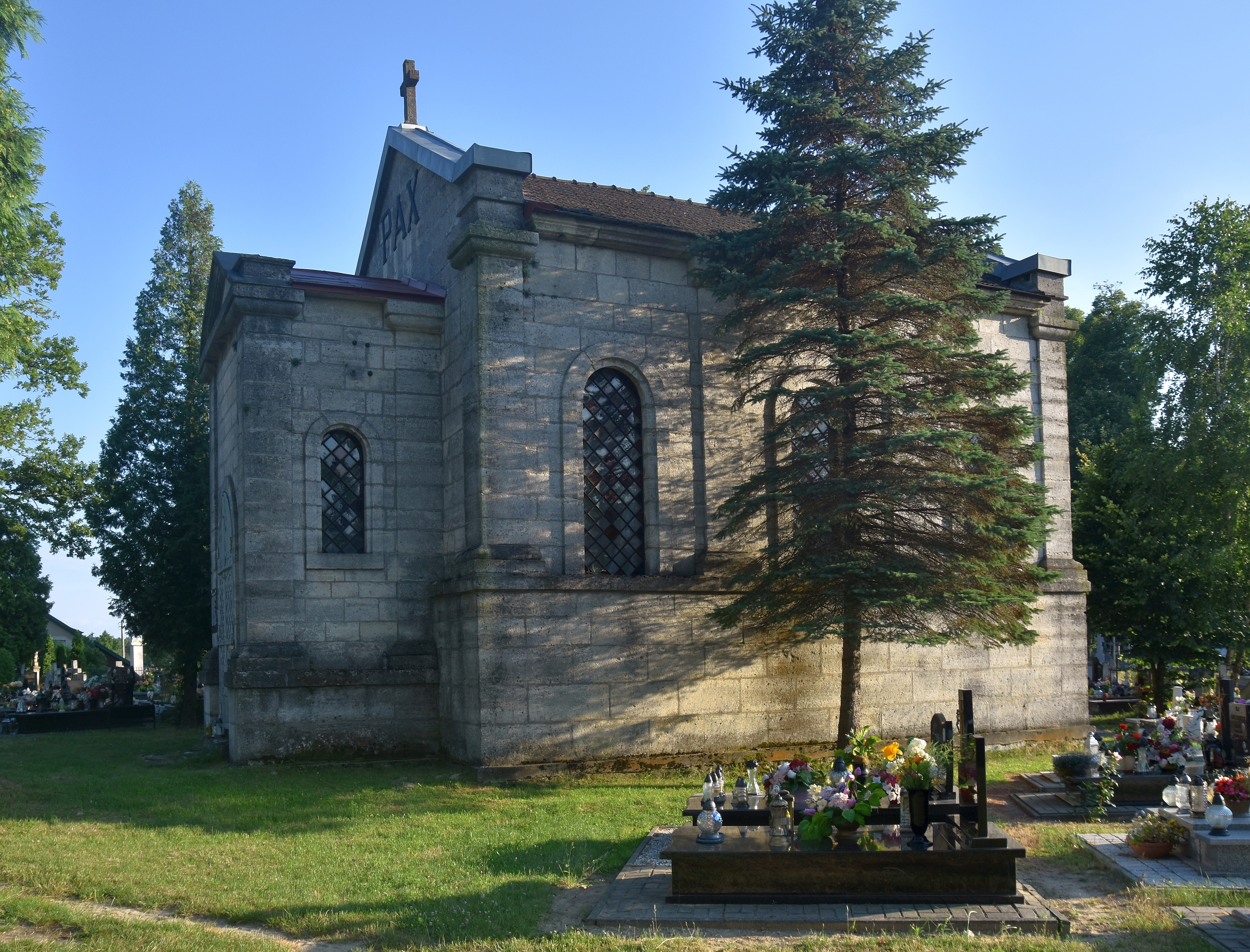
Mauzoleum Ponińskich

- Kościół Zdrojowy – zbudowany został w 1818 r. jako kaplica dworska, potem służył do końca II wojny światowej jako cerkiew greckokatolicka. W 1947 r. przejęta przez Kościół rzymskokatolicki. W 1984 r. została znacznie rozbudowana i zamieniona na kościół pw. bł. Jakuba Strzemię. Pierwotna, klasycystyczna kaplica z czterokolumnowym portykiem, tympanonem i herbem fundatorów – Ksawerego, Piotra i Kaspra Stadnickich – nad drzwiami stanowi obecnie front kościoła. Przy wejściu na teren kościelny znajduje się trójłukowa dzwonnica; zachował się też jeden krzyż bruśnieński z dawnego przy cerkiewnego cmentarza grzebalnego.
- Cmentarz parafialny z mauzoleum Ponińskich i XIX-wiecznymi nagrobkami bruśnieńskimi
- Pomnik Wolności dłuta Grzegorza Kuźniewicza, poświęcony żołnierzom polskim poległym w latach 1918–1919 w wojnie polsko-ukraińskiej
- Kościół i klasztor franciszkanów – zespół o charakterze obronnym (grube na 2,5 m ściany, mur obronny i fosa) z XVIII w. Budowę rozpoczął w 1703 r. Piotr Felicjan Telefus, ukończył w 1759 r. Mikołaj Stadnicki. Barokowy kościół jest budowlą jednonawową, z węższym prezbiterium i sklepieniem kolebkowym z lunetami. W ołtarzy głównym pokryta złotem rokokowa rzeźba patronki kościoła – Matki Bożej Niepokalanego Poczęcia. Na łuku tęczy oryginalne freski z czasów budowy kościoła.

## Religia
Miejscowość jest siedzibą rzymskokatolickiej parafii Niepokalanego Poczęcia Najświętszej Maryi Panny.

## Turystyka
Horyniec-Zdrój znajduje się na początku (lub końcu – zależnie skąd zaczniemy wędrować) zielonego szlaku turystycznego  Szlaku im. św. Brata Alberta poprzez Werchratę do Narola, związanego z działalnością i życiem św. Brata Alberta Chmielowskiego i bł. Bernardyny Marii Jabłońskiej, urodzonej w Pizunach koło Narola.

## Urodzeni w Horyńcu
- Mariusz Leszczyński (1957) – biskup pomocniczy zamojsko-lubaczowski
- Mieczysław Zaleski (1865) – tytularny marszałek polny porucznik cesarskiej i królewskiej Armii